# 馬其頓語維基百科
馬其頓語維基百科是維基百科協作計劃的馬其頓語版本，由非營利組織──維基媒體基金會維持負責。目前是各語言維基百科計劃中，規模排名第63（依條目量計算）的維基百科。計劃至2008年4月已有超過16,000個條目。

## 外部連結
- 馬其頓語維基百科 （页面存档备份，存于）